# Thomas S. Gates

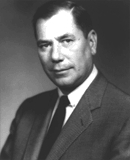
Thomas S. Gates

Thomas Sovereign Gates Jr. (* 10. April 1906 in Germantown, Pennsylvania; † 25. März 1983 in Philadelphia, Pennsylvania) war ein US-amerikanischer Politiker und vom 1. April 1957 bis zum 8. Juni 1959 United States Secretary of the Navy (Marinestaatssekretär) sowie vom 2. Dezember 1959 bis zum 20. Januar 1961 unter Präsident Dwight D. Eisenhower Verteidigungsminister der Vereinigten Staaten.

## Leben
Thomas S. Gates Jr., der Sohn des gleichnamigen Investmentbankers Thomas S. Gates Sr., schloss 1928 sein Studium an der University of Pennsylvania ab und arbeitete anschließend in der Investmentbank Drexel and Company (einem der Vorläuferunternehmen von JPMorgan Chase und Morgan Stanley). Im Zweiten Weltkrieg diente er in der US Navy. Seit 1953 war er als Under Secretary of the Navy zweithöchster Offizieller im Marineamt des Verteidigungsministeriums. Am 1. April 1957 wurde er zum Marinestaatssekretär ernannt. Vom 2. Dezember 1959 bis zum 20. Januar 1961 amtierte er als Verteidigungsminister im Kabinett Eisenhower. Gates war stärker als seine Vorgänger an der Entwicklung der Sicherheits- und Verteidigungsdoktrin der Vereinigten Staaten beteiligt. Er förderte Präsident Eisenhowers Bestrebungen, die bislang eher defensiven Eindämmungspläne gegen sowjetische Expansionsbestrebungen durch eine aggressivere Rollback-Politik zu ersetzen. Während seiner Amtszeit kam es zum Abschuss von Francis Gary Powers über sowjetischem Territorium, was zu erheblichen diplomatischen Turbulenzen führte.

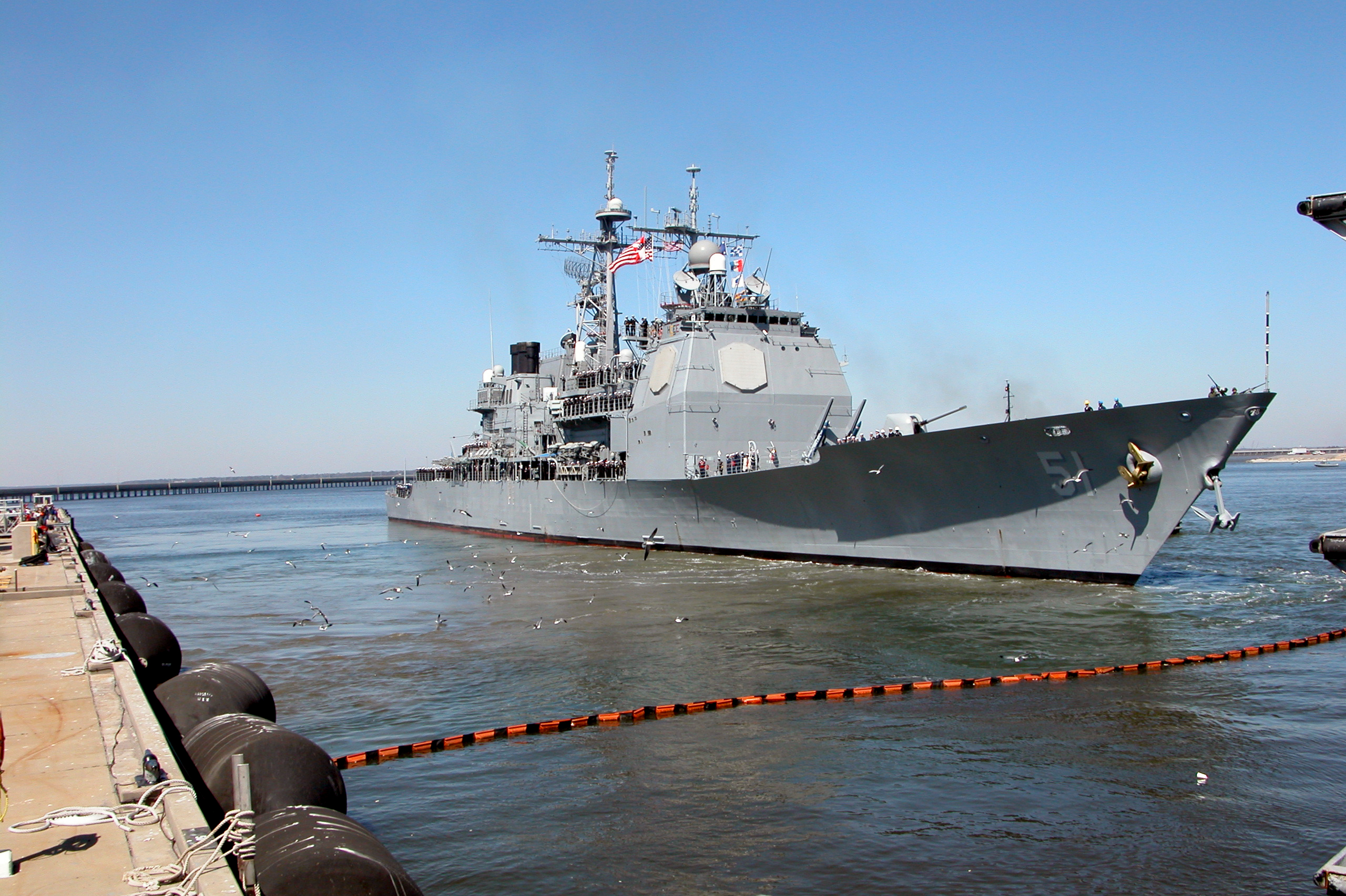
Die Thomas S. Gates wurde nach Gates benannt.

Gates wurde durch seinen deutschen Amtskollegen Franz Josef Strauß in die sogenannte Fibag-Affäre verwickelt. Der damalige Bundesverteidigungsminister hatte Gates die Firma Fibag (Finanzbau Aktiengesellschaft) empfohlen, um in der Bundesrepublik mehrere tausend Wohnungen für die US Army zu bauen. An der Fibag war unter anderem Strauß selbst beteiligt.
Nach dem Sieg des Demokraten John F. Kennedy bei der Präsidentschaftswahl 1960 legte er am 20. Januar 1961 sein Amt als Verteidigungsminister nieder. Er wurde 1962 Präsident der Morgan Guaranty Trust Company (1959 fusioniert aus J.P. Morgan & Co. und Guaranty Trust Company of New York), arbeitete aber auch mehrfach als Berater für verschiedene Präsidenten der Vereinigten Staaten. So war er von 1976 bis 1977 als Nachfolger von George Bush Leiter des seinerzeitigen United States Liaison Office (Verbindungsbüro) in der Volksrepublik China im Rang eines Botschafters. Seit 1959 war er gewähltes Mitglied der American Philosophical Society.
Gates verstarb 1983. Als Würdigung wurde die Thomas S. Gates, ein Lenkwaffenkreuzer der Ticonderoga-Klasse, nach dem ehemaligen Marinestaatssekretär benannt. Bereits seit 1967 ist er Namensgeber für das Kap Gates der Carney-Insel in der Antarktis.